# (3909) Gladys
(3909) Gladys est un astéroïde de la ceinture principale.

## Description
(3909) Gladys est un astéroïde de la ceinture principale. Il fut découvert le 15 mai 1988 à la station Anderson Mesa par Kenneth W. Zeigler. Il présente une orbite caractérisée par un demi-grand axe de 2,61 UA, une excentricité de 0,12 et une inclinaison de 13,2° par rapport à l'écliptique.

## Compléments